# توقيت التشيك
التوقيت في جمهورية التشيك هو توقيت وسط أوروبا (Středoevropský čas، SEČ:ت ع م+01:00 ) والتوقيت الصيفي لأوروبا الوسطى (Středoevropský letní čas، SELČ:ت ع م+02:00 ). يتم الالتزام بالتوقيت الصيفي من يوم الأحد الأخير في آذار (2:00 بتوقيت وسط أوروبا) إلى يوم الأحد الأخير في تشرين الأول (3:00 CEST). التزمت جمهورية التشيك بتوقيت وسط أوروبا منذ عام 1979. حتى عام 1993 عندما تم فصل تشيكوسلوفاكيا إلى جمهورية التشيك وسلوفاكيا، كان لديهم أيضاً توقيت وسط أوروبا والتوقيت الصيفي لأوروبا الوسطى. بعد أشهر الصيف، يتم تغيير الوقت في جمهورية التشيك بمقدار ساعة واحدة إلى توقيت وسط أوروبا. مثل معظم الولايات في أوروبا، يتم ملاحظة التوقيت الصيفي في جمهورية التشيك، عندما يتم تحويل الوقت إلى الأمام بمقدار ساعة واحدة، قبل ساعتين من توقيت غرينتش .

## قاعدة بيانات المنطقة الزمنية
في قاعدة بيانات المنطقة الزمنية، تغطي أوروبا/براغ المنطقة.
- قائمة المناطق الزمنية حسب البلد
- قائمة المناطق الزمنية حسب تعويض UTC